# Bice Curiger
Beatrice "Bice" Curiger est une historienne de l'art, conservatrice de musée, critique d'art et éditrice suisse, née en 1948 à Zurich. En 2011, elle est nommée commissaire de la Biennale de Venise, troisième femme à occuper cette fonction.
Elle est, depuis 2013, directrice artistique de la Fondation van Gogh à Arles.

## Jeunesse
Bice Curiger naît en 1948 à Zurich, en Suisse. Elle a étudié l'histoire de l'art à l'Université de Zurich. Après l'obtention de son diplôme, elle devient critique d'art pour le quotidien suisse Tages-Anzeiger.

## Carrière
Bice Curiger occupe différents postes. Elle est, successivement et parallèlement cofondatrice et rédactrice en chef du magazine d'art Parkett de Zurich (depuis 1984), commissaire indépendante pour diverses galeries d'art internationales, musées et expositions, notamment pour le Centre Georges Pompidou à Paris (France), la Hayward Gallery à Londres (Royaume-Uni), le Musée Solomon R. Guggenheim à New York et la 54e Biennale de Venise (Italie), conservatrice au Kunsthaus Zürich (1993-2013), rédactrice en chef du magazine Tate Etc. (depuis 2004), ancienne membre du Conseil fédéral des arts, chargée de cours à la Humboldt-Universität de Berlin (Allemagne) (2006-2007) et depuis 2013, directrice artistique et commissaire d'exposition de la Fondation Vincent van Gogh à Arles (France).

### 54eBiennale de Venise
En 2011, Curiger a organisé la 54e Biennale de Venise, qu'elle a intitulée ILLUMinations. Elle est la troisième femme à organiser cette prestigieuse manifestation depuis sa création. Maria de Corral et Rosa Martinez ont co-organisé la Biennale de 2005). Bice Curiger explique que le nom de l'exposition avait pour but de « faire la lumière sur l'institution elle-même, en attirant l'attention sur les opportunités dormantes et non reconnues, ainsi que sur les conventions qui doivent être contestées ». Bice Curiger pose cinq questions ouvertes à 84 artistes participants : « où vous sentez-vous chez vous? Est-ce que l'avenir parle anglais ou une autre langue? La communauté artistique est-elle une nation? Combien de nations te sens-tu en toi? Si l'art était une nation, qu'est-ce qui serait écrit dans sa constitution? ».

### Fondation Vincent van Gogh
En 2013, Bice Curiger devient directrice artistique de la Fondation Vincent van Gogh à Arles, en France. Le lieu est consacré au temps passé par Vincent van Gogh à Arles et organise des expositions propices aux relations entre van Gogh et les artistes contemporains.

### Publications
En 1984, Bice Curiger co-fonde le magazine bi-annuel d'art contemporain Parkett dont elle demeure la rédactrice en chef.
Depuis 2004, elle est également directrice de la rédaction du magazine d'art de la Tate Modern.
Elle a écrit de nombreux ouvrages sur l'art contemporain, notamment :
- Looks et tenebrae (1983)
- Meret Oppenheim : le défi face à la liberté (1990)
- Maurizio Cattelan, Feuerproben / Acid Tests (2008)
- Rebecca Warren : Tous les aspects de la magie de la chienne (2012)
- Double Take : mémoire collective et art récent (1992)
- Signes et merveilles : Niko Pirosmani et l'art contemporain (1995)
- Meret Oppenheim (1996), Naissance du cool : la peinture américaine de Georgia O'Keeffe à Christopher Wool (1997)
- Hypermental - Réalité rampante, 1950-2000: de Salvador Dali à Jeff Koons (2000)
- Peter Fischli et David Weiss : Fleurs et questions (2007)
- Friedrich Kuhn (1926-1972) : Le peintre hors la loi (2008)
- ILLUMInazioni (Biennale de Venise, 2011)
- Baroque débordant : de Cattelan à Zurbarán (2013)

### Expositions
Bice Curiger a été commissaire de nombreuses expositions d'art contemporain, notamment :
- Meret Oppenheim (1991), Centre Culturel Suisse[8]
- Sigmar Polke (1991), Musée d'art contemporain, Chicago[8]
- Double Take : Mémoire collective et art actuel (1992), Hayward Gallery[8]
- Peter Fischli et David Weiss (2007), Tate Modern co-organisé avec Vincente Todoli[8]
- Katharina Fritsch (2009), Kunsthaus Zurich[8]

## Prix et distinctions
- Chevalière de l'ordre des Arts et des Lettres (France)
- 2007, médaille Heinrich Wölfflin de la ville de Zurich
- 2009, Prix SI du Swiss Institute, Art contemporain à New York
- 2012, Prix de la culture du canton de Zurich
- 2012, Grand prix suisse pour l'art / Prix Meret Oppenheim de l'Office fédéral de la culture.

## Reconnaissance
De 1984 à 1994, Bice Curiger est membre du Conseil national des arts de Suisse.
En 2010, elle est classée numéro 6 sur la liste annuelle Power 100 de ArtReview.
En 2014, Bice Curiger est désignée par Artnet parmi les 26 femmes européennes les plus puissantes du monde de l'art.